# Információs jószág
Az információs jószág a kultúra-gazdaságtanban azokat a javakat jelöli, melyek piaci értékét információtartalmuk határozza meg.
Az információs javak lehetnek közjavak és magánjavak is.
Ha az adott információs jószágból bárki szabadon fogyaszthat, azaz nem zárható ki a fogyasztásból, és az egyik fogyasztása befolyásolja a többi fogyasztó (versengő) esélyeit, akkor közös jószágról beszélünk. Példa erre egy olyan ingyen megtekinthető múzeumi tárlat, ahová csak korlátozott számú ember fér be egyszerre.
Ha viszont az egyik fogyasztó nem befolyásolja a többit, akkor közösségi jószágról van szó, ilyen például egy köztéri szobor. A technikai reprodukció korszakában rengeteg információs termék vált gyakorlatilag közösségi jószággá. A digitális tartalmak esetében például korlátlan számú másolat készíthető, azaz bármennyien élvezhetjük őket, anélkül, hogy a többi fogyasztót ez megrövidítse.
Tágabb nézőpontból szemlélve a másolás kérdését, már más a helyzet. A másolás révén megkárosított ipar az alacsonyabb profit miatt hosszú távon már gyengébb minőségű termékeket kénytelen előállítani, ebből a szemszögből inkább közös jószágokról beszélhetünk.
Egy felfogás szerint az információs javak lényegi tulajdonsága, hogy a fogyasztás nem kizárható, hiszen az információ terjedése szinte meggátolhatatlan.
Ha egy festményt felvásárol egy gyűjtő és csak maga gyönyörködik benne, akkor egy potenciális közösségi jószág átváltozik tisztán magánjószággá, kizárhatóvá és versengővé.
Klubjószágoknak is nevezhetjük az információs jószágok jelentős részét, hiszen a moziba, vagy a színházba jegyet kell vásárolni, viszont (bizonyos keretek között) a fogyasztás élvezeti értékét nem befolyásolja, hogy hányan vesznek részt az adott előadáson.

## Az információs jószág társadalmi szerepe
A most feltörő kulturális értekezések, amihez például R. J. Coombe is tartozik a posztmodern égisze alatt születnek.
A szerzőiség és különbözőség politikája fontos része a kultúra tudományának. A 18. század közepe óta nagymértékben tágult a levédett információs jószágok köre, az információs jószág ezáltal mindinkább a jogi szabályozás tárgya lesz, úgy kezelik, mint bármely más materiális jószágot. Ezek a levédett javak identitáskreáló, hegemónia ellenes, narratíva teremtő, egyediség képző erővel bírnak. Az erről szóló vitában előjön az európai filozófiai tradíció (a szerzőség munka, olyan, mint bármilyen más munka, tehát fizessék meg), szerzői kultusz, de ehhez a témához az eddigi szakirodalom túlságosan absztraktan közelített.
A jogi szabályozás ezen kérdések tisztázása előtt ítélkezik a harcoló jelentések között. A fő kérdések: hogyan hat a szerzői jog a kultúrára? Melyik teremti melyiket, melyikkel kell értelmet adni a másiknak? Hogyan befolyásolja az emberek tudatát és kreál jelentést?
A jelentés valójában egy absztrakt helyen születik, nem a kreatívok agyában (a brandet a közösség is teremti, hiába védte le a gyártó). Nem derül ki, vajon mi fontos igazán, a jog befagyasztja mi-kié. Nem fűződnek össze, inkább tépdesik egymás szövetét.
Ha egyéniséget más tulajdonával fejezik ki, még veszélyesebb az elnyomó-elnyomott küzdelem. A kulturális heurisztikák határozzák meg a gondolkodásunkat, és viszonyunkat egymáshoz és a világhoz.
A modernista hagyomány egy koherens stabil valaminek tekinti a kultúrát, a domináns hangot engedi csak szóhoz jutni, a kultúra dialogikus mivolta nem érvényesül. Nem jelenik meg szociális helyzet, azaz az ember a kultúra mögött. Ez a kultúra felfogás arra jó, hogy megkülönböztessük magunkat a "másoktól". De mi van, ha a mi jeleink beszivárognak a vadak közé? Mi van az árucikkekkel a kultúraantropológia szerint? Sokáig csak úgy jelent meg, mint a hanyatlás jele a vadaknál, ha például a nyugati kultúra jelei beszivárognak közéjük. Azonban trademarkok és a kapitalista termelés szimbólumai nem ugyanolyan jelentéssel bírnak másutt, mint nálunk, hanem mindenféle sajátos torzítást add hozzá az adott népcsoport.
Manapság a jog inkább meggátol minket, hogy erős, "szociális" világra vonatkozó véleményt fejezzünk ki. Coombe visszautasítja az autonóm én létezését, a megfigyelő nem nincs birtokában objektív, ontológiai igazságnak. És nincs is ilyen mélyen fekvő igazság, nem csak az a helyzet, hogy nem férünk hozzá. Például a nagy jogi diskurzus arra kényszeríti az elmét, hogy konklúziókban gondolkodjon, ami már keretek közé szorít.
A szubjektum és tárgy kérdése: ez az egész distinkció is csak a felvilágosodás szüleménye. A individuum is csak a diskurzusban való újratermelődés módja. Szóval nincs transzcendens ego, ami a szociális érintkezés előtt létezne és működne. A beszéd jelentése mindig változik és a törvények ezt nem veszik figyelembe.
A dialogikusság felfogása lehet egy nagyon erős regulatív eszköz hogy befolyásoljuk a politikát, meg minden praktikus dolgot az életünkben. Hogyha a szociális világ ezek által a kulturális forrásokból képződnek, a jognak jobban figyelembe kellene vennie fontosságukat. Ahogyan a farmernek kell a föld, úgy kell a "szellemi" mások munkája, hogy alkothasson. A copyright megmondja mi mit jelentsen.
A termékek ára manapság nem a tárgy ára, hanem a brand értéke, a fogyasztást nem a tárgy határozza meg, hanem egy kötődés valami nemlétezőhöz. Azért volt kezdetben a trademark, hogy a keresési költségét csökkentse a fogyasztónak, garantálja a minőséget, ezzel a kereskedőt is segítve. A logo örökké való, a szerzőiséghez hasonlóan azzal érvelnek a védelme mellett, hogy nem a szociálisan konstruált a jelentése, hanem a készítőjének aurája hatja át. A megkülönböztető mivolt azonban fals, kreálni kell egy közmegegyezést egy másodjelentésről, de mi van, ha nem az eredeti tulaj kreálja hozzá azt, ha csak megveszi valaki a licencet, akkor nem az eredeti cég van mögötte.

## Magán- és közös javak, versengés
| -            | Kizárható     | Kizárhatatlan      |
| ------------ | ------------- | ------------------ |
| Versengő     | Magánjószágok | Közös jószágok     |
| Nem versengő | Klubjószágok  | Közösségi jószágok |

## Érték és hasznosság
Ha az egyénnek valamilyen hiányérzete lép fel, akkor törekszik ezen hiányérzet megszüntetésére, szükséglete kielégítésére. Azt, hogy egy adott jószág milyen mértékben alkalmas a fogyasztó szükségletének kielégítésére, a közgazdaságtan hasznosságnak nevezi. Az egyéni preferenciáktól függően ugyanazon jószág különböző hasznosságú lehet az eltérő fogyasztók számára.
Az információs jószágok több olyan egyedi ismérvvel is rendelkeznek, amik befolyásolják a hozzájuk kapcsolódó hasznosságot. Élményjószág révén az információs jószágokról csak a fogyasztásuk során szerezhetünk kellő információt, ezért a megvásárlásukra irányuló döntést nagy bizonytalanság kíséri. Ezt a kockázatot előzetes információszerzéssel lehet csökkenteni, de a preferenciák kialakítása csak a fogyasztás során történik meg. Éppen ezért a különböző információs jószágok közötti váltás is nehezen valósul meg, egyfajta fogyasztói tehetetlenség áll fenn: ha a fogyasztó számára az egyik jószág már hasznosnak bizonyult, akkor sokszor kitart annak fogyasztása mellett, nem vállal újabb kockázatot.[forrás?]
Mivel az információs jószágok kívánatos jószágok, ez az információhiányos állapot azonban sokakat elrettent a fogyasztásuktól – alábecsülik a hasznosságukat –, az állam vagy egyéb közösségek megpróbálják ezt ellensúlyozni, és különböző ösztönzőket kialakítani.
Az információs jószágoknál sok esetben a fogyasztók hasznossága függ azok reputációs értékétől vagy éppen attól, hogy mások hogyan viszonyulnak az adott jószághoz. Egyes információs jószágok esetében az növeli az egyén hasznosságát, ha azt sokat fogyasztják (nyájhatás), másoknál éppen az, ha csak kevesen férnek hozzá (sznobhatás).[forrás?]
Gary S. Becker kiterjesztett hasznossági függvényt alkalmazott az információs javakhoz kapcsolódó fogyasztói hasznosság leírására. Így az egyes javak hasznossági függvényében megjelenik a mennyiség és a minőség mellett a humán tőke is, hiszen a hasznosságot jelentősen befolyásolja, hogy mennyire élvezhető a fogyasztó számára az adott jószág, valamint a szociális tőke is, ami mások értékrendjének, viselkedésének beépítését, az ahhoz való alkalmazkodást jelenti.
Az információs jószágok fontos jellemzője, hogy jelenbeli fogyasztásuk a tőkeakkumuláció révén növeli a jövőbeni fogyasztás hasznosságát.
Abban, hogy egy fogyasztó számára milyen értékkel bír egy információs jószág, nemcsak a fogyasztásából származó hasznok, hanem az ezzel járó költségek is megjelennek. Ezekhez a költségekhez sorolhatjuk
1. az adott jószág árát,
2. a feláldozott időt, amit a fogyasztásával töltünk,
3. a keresési költségeket, vagyis az előzetes informálódás költségét,
4. a megértési költségeket, tehát azt az előzetes ráfordítást, amit a humán tőkénk növelésére fordítunk és
5. a kommunikációs költségeket, melyek az információs jószághoz kapcsolódó élmény másokkal való megbeszélését jelentik.

### Kereslet
Az információs jószágokra érvényesek a keresletet hagyományosan befolyásoló tényezők, mint például ár, helyettesítő termékek árai, jövedelem, preferenciák. Azonban az információs jószágok esetében olyan faktorokról is beszélhetünk mint például az idő (szabadidő), az információ vagy a minőség.
Ez alapján az információs jószágok keresletét befolyásoló tényezőket 2 csoportba sorolhatjuk:
1. esztétikai, művészeti értékek és élmények
2. gazdasági tényezők

A kultúra-gazdaságtan feltevése, hogy a racionális fogyasztó a közönséges javakhoz hasonlóan a jószágra vonatkozó szubjektív értéket szembeállítja a jószág költségeivel.
Ebben az esetben kétféle – pénzbeli és nem pénzbeli (például időbeli) – költségről beszélhetünk. Nem pénzbeli költség lehet például:
- a feláldozott szabadidő (alternatíva költsége van)
- a „megértés” költsége
- az élmények megbeszélésére szánt idő

#### A jövedelem keresletre gyakorolt hatása
A jövedelmek változása paradox módon hat az információs jószágok keresletére. A jövedelem változása ugyanis kétféle hatást is kivált: egyrészt a tiszta jövedelmi hatás miatt a kereslet (a közönséges jószágokhoz hasonlóan) nő a jövedelem növekedésével. Másfelől a helyettesítési hatás során a szabadidő alternatíva költsége a jövedelmekkel együtt emelkedik, így kvázi költségesebbé vállnak a szóban forgó jószágok.
Emiatt az ilyen javak esetében inkább a teljes jövedelemmel számolhatunk, ami kifejezi az időfelhasználást is.
Ez alapján a teljes jövedelmet kifejező formula a szabadidő pénzben kifejezett értékét is magában tartalmazza (ez sokszor megfelelően súlyozva a munkanélküliséggel). Összességében a képlet[forrás?] a szabadidő értékét, a munkával megszerzett jövedelmet és az egyéb jövedelmeket aggregálja:

{\displaystyle F=T_{c}*P_{L}+T_{W}*w+Y}
ahol:
- {\displaystyle T_{c}} a szabadidő órákban kifejezve
- {\displaystyle P_{L}} a szabadidő „ára” (foglalkoztatással súlyozva)
- {\displaystyle T_{w}} munkaidő mennyisége órában
- {\displaystyle w} órabér
- {\displaystyle Y} nem munkával szerzett jövedelem